# 杜忠 (成化進士)
杜忠（1441年—1508年），字世臣，河南開封府鄭州河陰縣人，軍籍，明朝政治人物。進士出身。

## 生平
早年出身國子生，河南鄉試第四十名。成化十四年（1478年）戊戌科會試第一百三十一名，殿試登進士第三甲第一百五十名，授山东新城縣知县，二十年十月擢试监察御史，二十一年十月实授，弘治初巡按直隶，出为山西平阳府知府，十三年（1500年）六月升山西左参政，十八年二月升四川右布政使，正德二年（1507年）八月转山西左布政使，十一月擢升都察院右副都御史、巡抚延绥。三年八月因老疾乞休，十一月去世。

## 家族
曾祖父杜才興。祖父杜恭，曾任陰陽訓術。父亲杜禎。母王氏。永感下。兄讓、信。